# Lennet Kann

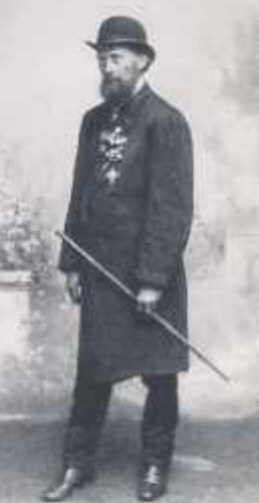
Lennet Kann

Lennet Kann (eigentlich Leonard van Kann; * 1844 in Aachen; † 5. Januar 1916 ebenda) war ein Aachener Stadtoriginal und ist bis heute eine wichtige Traditionsfigur der Stadt.

## Leben
Lennet Kann wuchs in ärmlichen Verhältnissen auf und war von Kindheit an daran gewöhnt, sich den Lebensunterhalt durch Betteln zu verdienen. Auf diese Weise schlug er sich durch, nachdem sowohl seine Eltern als auch seine Schwester früh verstorben waren.
Schon durch seine ungewöhnliche Körpergröße, die durch seine Magerkeit noch hervorgehoben wurde, war Kann eine auffallende Person. Im Laufe der Zeit wurde er zu einer stadtbekannten Gestalt, besonders unter den Studenten, die ihn häufig einluden, harmlose Scherze mit ihm trieben und ihn reichlich mit Karnevalsorden dekorierten, die er mit Stolz trug. Überdies war Kann bei vielen Veranstaltungen anwesend, insbesondere bei Beerdigungen, bei denen er auf Verköstigung hoffte.
Als Kann mit fortschreitendem Alter an der Gicht litt, wurde sein Erscheinungsbild noch markanter, da er sich auf eigenwillige Weise mit steifen, kurzen Schritten vorgebeugt fortbewegte, die Brust jedoch aufrecht hielt, damit seine zahlreichen Orden zur Geltung kamen.

## Nachleben
Bis heute ist Lennet Kann in Aachener Traditionen gegenwärtig. Er zählt sowohl zu den Symbolfiguren des Aachener Karnevals als auch des Ordens wider den tierischen Ernst und wurde in dem bekannten Aachener Karnevalslied Dat es der Lennet Kann verewigt, das auf die Melodie des Militärmarsches Unsere Garde von Rudolf Förster (1860–1894) gesungen wird. Seit Ende 2010 gibt es ein obergärig gebrautes Aachener Bier mit dem Namen Lennet.